# Parque Tennōji

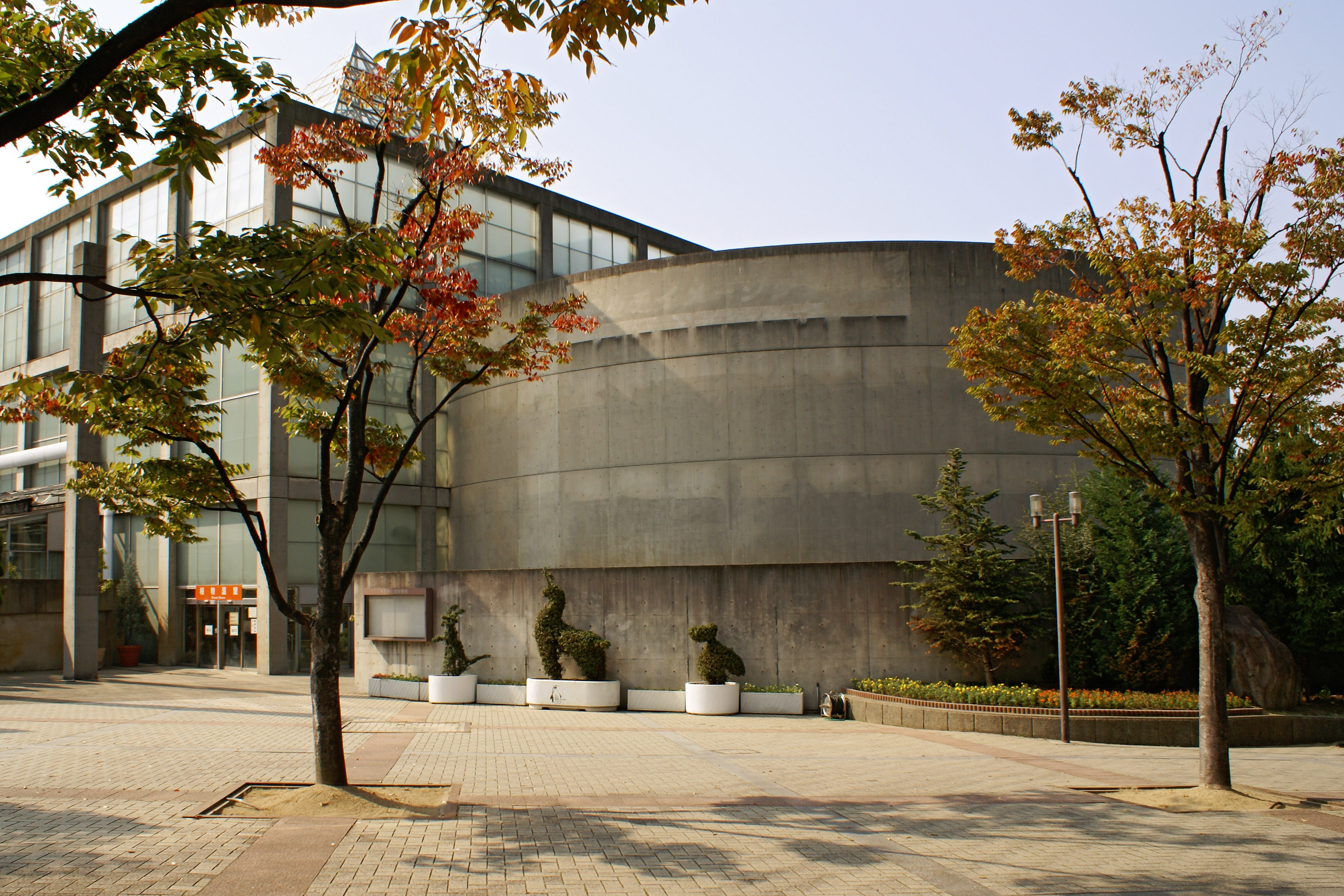
Entrada del Parque Tennōji.

El Parque Tennōji (天王寺公園 Tennōji Kōen?), es un parque que cuenta con un jardín botánico ubicado en 1-108, Chausuyama-cho, Tennoji-ku, Osaka, Japón. Está abierto todos los días, además posee un zoólogico, el Zoo de Tennōji.